# همچنان انسان
همچنان انسان (انگلیسی: Still Human) یک فیلم در ژانر درام محصول ۲۰۱۸ هنگ کنگ به کارگردانی و نویسندگی اولیور چان سیو- کوئن اولین تجربه کارگردانی سینمایی او است. در این فیلم بازیگر مطرح چینی آنتونی وانگ به همراه کریسل کونسوجی و سم لی بازی می‌کنند.

## داستان
داستان این فیلم دربارهٔ یک مرد معلول و ناامید می‌باشد که در هنگ کنگ زندگی می‌کند. یک روز او با یک کارگر فیلیپینی آشنا می‌شود که رؤیای خود را به فراموشی سپرده‌است و برای کسب درآمد به این شهر سفر کرده‌است. این دو غریبه در فصول مختلف زیر یک سقف زندگی می‌کنند و هر چه بیشتر دربارهٔ یکدیگر می‌آموزند، خودشان را نیز بیشتر می‌شناسند و با هم یادمی‌گیرند که چگونه با فصول مختلف زندگی روبرو شوند و…